# 일신문화재단
일신문화재단은 학술문화의 보급향상과 과학기술의 연구개발에 기여하는 영재를 장학 후원함으로써 사회복지향상과 문화발전에 이바지할 목적으로 1989년 2월 23일 설립된 문화체육관광부 소관의 재단법인이다. 사무실은 서울특별시 영등포구 여의도동 15-15에 있다.

## 주요 사업
- 장학금과 연구비 지급에 관한 사업
- 학술문화의 보급향상과 과학기술의 연구 개발에 공헌한자에 대한 지원